# Ludmilla Sirotková
Ludmilla Sirotková es una deportista checoslovaca que compitió en piragüismo en la modalidad de eslalon. Ganó tres medallas en el Campeonato Mundial de Piragüismo en Eslalon, en los años 1965 y 1971.

## Palmarés internacional
| Campeonato Mundial | Campeonato Mundial | Campeonato Mundial | Campeonato Mundial   |
| Año                | Lugar              | Medalla            | Competición          |
| ------------------ | ------------------ | ------------------ | -------------------- |
| 1965               | Spittal (Austria)  | Medalla de oro     | C2 mixto             |
| 1965               | Spittal (Austria)  | Medalla de plata   | C2 mixto por equipos |
| 1971               | Merano (Italia)    | Medalla de bronce  | C2 mixto             |